# Heiliushui
Heiliushui est une localité située dans le district Nanjiao de la ville de Datong, dans la province chinoise de Shanxi. Il s'y trouva un camp de laogai ou rééducation par le travail, d'une capacité de 1 200 détenus et d'une surface prévue de 4 hectares. Les détenus travaillèrent notamment à la mine de charbon.

## Source
- (en) (mandarin) Laogai Handbook 2005-2006, page 40.